# Tamopsis facialis
Tamopsis facialis är en spindelart som beskrevs av Baehr 1993. Tamopsis facialis ingår i släktet Tamopsis och familjen Hersiliidae. Inga underarter finns listade i Catalogue of Life.